# Oton
 Ovo je glavno značenje pojma Oton. Za druga značenja pogledajte Oton (Ervenik), selo u općini Ervenik, Hrvatska.
Marcus Salvius Otho (Marko Salvije Oton), rimski car, vladao je u razdoblju koje je u povijesti ostalo poznato kao Godina četiri cara (15. siječnja - 16. travnja 69.), rođen 25. travnja 32.
| Prethodnik:       | Rimski carevi | Nasljednik:    |
| Galba (68. - 69.) | Rimski carevi | Vitelije (69.) |